# Hugo Souza
Hugo Fernando Souza Días (Mones Quintela, Artigas, Uruguay, 28 de enero de 1985) es un futbolista uruguayo. Juega como defensa central y su equipo actual es Cooper de la Primera amateur (Divisional C de Uruguay).

## Trayectoria
Hugo Souza realizó las divisiones menores en Montevideo Wanderers, club que en el que debuta profesionalmente. Juega la Copa Libertadores 2010 con Cerro Largo donde sería capitán, siendo eliminado en primera ronda por Internacional y Deportivo Quito.
En el 2011 desciende con el Rampla Juniors.
En el 2012 emigra por primera vez al Real Esppor renunciando al plantel luego de golpear a su compañero Mijail Aviles.
Fue parte del plantel de UTC que consiguió el pase para la Copa Sudamericana 2014 quedando puesto 6. Jugó al lado de su compatriota Mauro Vila. Aquel año anotó 4 goles en 29 partidos.
Fue campeón de la Segunda División peruana con el Deportivo Municipal siendo pieza fundamental en el equipo y elegido como uno de los mejores centrales del torneo.
En el 2015 vuelve a brillar jugando por Real Garcilaso, quedando tercero en el acumulado y clasificando así a la Copa Sudamericana 2015.

### Oriente Petrolero
En 2016 se va Bolivia para jugar por el Oriente Petrolero compartiendo la zaga con Ronald Raldes. Jugó un total de 20 partidos
Firma por todo el 2017 para el Club Deportivo Cultural Santa Rosa de Apurimac, siendo una de las figuras del equipo. Junto a Leandro Fleitas fueron los mejores centrales del campeonato.
Para el 2018 ficha por Ayacucho FC siendo una de las piezas fundamentales del equipo.
Luego de pasar por el  Club Deportivo Maldonado en 2021 se iría a  Cooper que jugaría la Divisional D de Uruguay reuniéndose nuevamente con Mauro Vila saliendo campeones y ascendiendo a la Primera División Amateur de Uruguay.

## Selección nacional
Hugo Souza ha llegado a representar a la Selección Uruguaya en la categoría Sub-20 en los años 2003 y 2005, donde participó en un Sudamericano Sub-20 y también en el Campeonato L'alcudia donde se coronó campeón.

## Clubes
| Club                       | País      | Año         |
| -------------------------- | --------- | ----------- |
| Montevideo Wanderers       | Uruguay   | 2003 - 2007 |
| Rentistas                  | Uruguay   | 2007 - 2008 |
| Cerro Largo                | Uruguay   | 2008 - 2010 |
| Liverpool                  | Uruguay   | 2010 - 2011 |
| Rampla Juniors             | Uruguay   | 2011 - 2012 |
| Real Esppor                | Venezuela | 2012        |
| Univ. Técnica de Cajamarca | Perú      | 2013        |
| Deportivo Municipal        | Perú      | 2014        |
| Real Garcilaso             | Perú      | 2015        |
| Oriente Petrolero          | Bolivia   | 2016        |
| Cultural Santa Rosa        | Perú      | 2017        |
| Ayacucho F. C.             | Perú      | 2018 - 2020 |
| Deportivo Maldonado        | Uruguay   | 2021-2022   |
| Cooper                     | Uruguay   | 2022 - 2023 |

## Palmarés

### Campeonatos nacionales
| Título           | Club                | País    | Año  |
| ---------------- | ------------------- | ------- | ---- |
| Segunda División | Deportivo Municipal | Perú    | 2014 |
| Divisional D AUF | Cooper              | Uruguay | 2022 |

### Torneos cortos
| Título          | Club        | País | Año  |
| --------------- | ----------- | ---- | ---- |
| Torneo Clausura | Ayacucho FC | Perú | 2020 |

### Distinciones individuales
| Distinción                                                                                 | Año  |
| ------------------------------------------------------------------------------------------ | ---- |
| Incluido en el equipo ideal del Torneo del Inca según el portal periodístico DeChalaca.com | 2015 |